# Elisabeth Husmark
Esther Anna Elisabeth Husmark Nyblom, född Husmark den 4 februari 1932 i Kristianstad, död 28 april 2024 i Västerleds distrikt i Bromma i Stockholm, var en svensk journalist.
Elisabeth Husmark bedrev universitetsstudier 1952–1954. Hon tjänstgjorde som reporter på Nordvästra Skånes Tidningar 1955–1957 och på Expressen 1957–1958. Husmark anställdes vid Sveriges Radio 1958. Hon gjorde radioprogram för Sveriges radio 1966–1971 och blev senare kulturreporter på Aktuellt i Sveriges television. Hon gjorde program i radio och TV om kulturen och dess villkor. Några av hennes TV-dokumentärer är På sångens vingar (1983), Min röst är mitt hem (1986) och Tjeckoslovakien i maj (1987).
Husmark var sommarvärd i Sommar i P1 1959, 1963, 1965, 1993 och 1999.
Elisabeth Husmark var dotter till läkaren Erik Husmark och sjuksköterskan Esther Breum. Hon var gift 1964–1999 med utrikeskorrespondenten Kåre Nyblom (1928–2022), med vilken hon fick en dotter och sonen serietecknaren Marcus Nyblom.